# Nino Raspudić

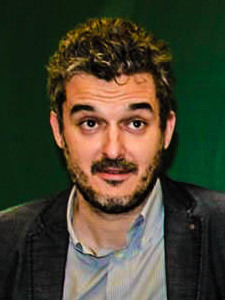
Nino Raspudić, 2014

Nino Raspudić (* 3. November 1975 in Mostar, Jugoslawien (heute Bosnien und Herzegowina)) ist ein kroatischer Philosoph,  Publizist und Übersetzer aus dem Italienischen.

## Leben
Raspudić besuchte Grundschule in Mostar und machte in Treviso - als Flüchtling des Bosnienkriegs sein Abitur. Er promovierte 2008 an der Universität Zagreb. Er schrieb Artikel für die Kroatische Enzyklopädie und übersetzte Niccolò Ammaniti, Umberto Eco und Gianni Vattimo ins Kroatische und arbeitete als Politikanalyst für den Kroatischen Rundfunk.
Er ist als Kolumnist für Večernji list und Nezavisne novine tätig und lehrt als Professor an der philosophischen Fakultät der Universität Zagreb.
Er ist Ehemann der Philosophin Marija Selak Raspudić.

## Publikationen
- Jadranski (polu)orijentalizam: prikazi Hrvata u talijanskoj književnosti, 2010. (Doktorarbeit)
- 144 plus jedan kratki espresso, 2014. (Kolumne für Večernji list)
- Čitat ćemo se još: 95 + 1 kratki espresso, 2016. (Kolumne für Večernji list)
- Kratki espresso: 2016. - 2017., 2019. (Kolumne für Večernji list)
- Kratki espresso: 2018. - 2019., 2019. (Kolumne für Večernji list)